# Offenburg
Offenburg (in alemanno Offäburg) è una città tedesca di 61 670 abitanti, situata nel land del Baden-Württemberg.

## Geografia
Offenburg si trova vicino al Reno, tra Karlsruhe e Friburgo, e confina con la città francese di Strasburgo sulla sponda occidentale del fiume. La città si trova all'ingresso della valle del fiume Kinzig, che nasce nella Foresta Nera e diventa un affluente del Reno vicino a Kehl.

## Storia
Fu un forte militare romano del limes germanico-retico di un'unità ausiliaria sotto la dinastia dei Flavi (73-74 circa).
La prima menzione di Offenburg è in un documento del 1148. Fu dichiarata Città imperiale nel 1240.
Nel settembre 1689, durante la Guerra della Grande Alleanza, la città venne completamente distrutta dai francesi, ad eccezione di due edifici.
In epoca moderna, nel 1909, Offenburg diede i natali ad Aenne Burda, che è considerata uno dei simboli del miracolo economico tedesco.

## Cultura e attrazioni turistiche
A Offenburg ci sono numerosi punti di interesse turistico e storico, tra cui spiccano i seguenti:
- La locanda Salmen
- Il convento dei Cappuccini.
- La Ritterhaus, una casa padronale del 1784 che oggi ospita l'archivio comunale e un museo.
- I bagni ebraici (Mikwe): uno stabilimento balneare storicamente appartenuto alla comunità ebraica. Presumibilmente medievale, recenti ricerche hanno indicato che risale al XVI o XVII secolo.
- L'ex Palazzo Reale (Königshof) costruito da Michael Ludwig Rohrer, oggi stazione di polizia.

## Amministrazione

### Gemellaggi
Offenburg è gemellata con:
- Lons-le-Saunier, dal 1959
- Weiz, dal 1964
- Borehamwood, dal 1982
- Altenburg, dal 1988
- Olsztyn, dal 1999
- Pietra Ligure, dal 2007